# Diecéze Orvieto-Todi
Diecéze Orvieto-Todi (latinsky Dioecesis Urbevetana-Tudertina) je římskokatolická arcidiecéze na území střední Itálie, v umbrijské církevní oblasti se sídlem v Orvietu a konkatedrálou v Todi. Není součástí zádné církevní provincie, je bezprostředně podřízeno Svatému Stolci. Diecéze vznikla v roce 1986 spojením dvou starobylých diecézí, orvietské a todijské. Současným biskupem diecéze je od roku 2020 Gualtiero Sigismondi.